# Risekatslösa landskommun
Risekatslösa landskommun var en tidigare kommun i dåvarande Malmöhus län.

## Administrativ historik
Kommunen bildades i Risekatslösa socken i Luggude härad i Skåne när 1862 års kommunalförordningar trädde i kraft.
Vid kommunreformen 1952 delades uppgick kommunen i Billesholms landskommun som 1974 uppgick i Bjuvs kommun.